# May Bonfils Stanton
Mary Madeline "May" Bonfils Stanton (30 de abril de 1883 - 11 de marzo de 1962) fue una heredera y filántropa estadounidense. Ella y su hermana menor, Helen Bonfils, sucedieron a su padre, Frederick Gilmer Bonfils, como principales propietarias de The Denver Post. Sin embargo, la fuga de May a los 21 años con un vendedor no católico había provocado una ruptura en su relación con sus padres y su hermana, que empeoró cuando Helen heredó la mayoría de las propiedades de sus padres. Tras una batalla legal de tres años por la herencia, las hermanas cortaron toda comunicación. May se casó dos veces, pero no tuvo hijos. Tras una vida solitaria, invirtió su fortuna en la construcción y amueblamiento de su finca de 750 acres (303,5 ha) en Lakewood (Colorado), que incluía una mansión réplica exacta de la residencia de María Antonieta de Austria en el Palacio de Versalles, el Pequeño Trianón, y en numerosas iniciativas filantrópicas en el estado de Colorado. La Fundación Bonfils-Stanton, fundada por su segundo esposo tras el fallecimiento de Mary Madeline en 1962, continúa apoyando las artes en Colorado. Fue incorporada póstumamente al Salón de la Fama de las Mujeres de Colorado en 1985.

## Primeros años y familia
Mary Madeline "May" Bonfils nació en Troy (Misuri), hija de Frederick Gilmer Bonfils y de su esposa, Belle Barton Bonfils. Tenía una hermana, Helen, seis años menor que ella. En 1894, la familia se mudó a Kansas, donde Frederick dirigía loterías legales, y en 1895 a Denver, donde Frederick y Harry Heye Tammen compraron un periódico al que rebautizaron como "The Denver Post". En Denver, Bonfils estudió en la Academia St. Mary's y en la  Escuela para Chicas Wolcott, una institución privada de élite para niñas. Se graduó de la Escuela Brownell para Niñas de Nueva York.
Las hermanas Bonfils tuvieron una educación católica estricta. Frederick era especialmente cuidadoso con su hija mayor y les advirtió a ambas que no salieran con hombres más jóvenes porque "solo buscaban dinero". Después de que Bonfils se graduara en Brownell, Frederick la acompañó a Europa, donde estudió francés, arte y música, y y llegó a dominar el piano y la composición musical.
En 1904, a los 21 años, Bonfils se fugó con Clyde V. Berryman, un vendedor de partituras no católico, y se casaron por lo civil en Golden (Colorado). Frederick, indignado, amenazó con reducir a la mitad su herencia si no solicitaba el divorcio. La fuga provocó una ruptura entre Bonfils, sus padres y su hermana, que no hizo más que agravarse con el tiempo. Bonfils y Clyde vivieron sucesivamente en Omaha (Nebraska), Kansas City, Wichita y California, regresando a Denver en 1916, donde vivieron la mayor parte de sus vidas por separado. En 1934, Berryman la abandonó definitivamente, y en 1943, obtuvo un "divorcio rápido" en Reno, Nevada, por "crueldad, falta de manutención y abandono". En 1947, solicitó un segundo divorcio en Colorado y recuperó su apellido de soltera,, pero su familia nunca se reconcilió con ella.

## Patrimonio y mansión
Tras la muerte de su padre en 1933 y su madre en 1935, Bonfils fue nombrada beneficiaria de un fideicomiso que le garantizaba unos ingresos anuales de 25.000 dólares. Sin embargo, su hermana Helen recibió la mayor parte de la herencia: 14 millones de dólares del patrimonio de su padre, 10 millones de dólares del patrimonio de su madre, acciones de "The Denver Post" y la mansión familiar de Humboldt Street. Bonfils demandó a su hermana por la herencia en un juicio que duró tres años. Al final, Mary Madeline recibió 5 millones de dólares en efectivo del patrimonio de su madre, algo de efectivo del patrimonio de su padre, el 15% de las acciones de "The Denver Post" y 10 acres (4 ha) de suelo en las cercanías de Lakewood, Colorado. El caso judicial provocó una ruptura irreparable entre las hermanas, que dejaron de hablarse por completo. Helen, quien se convirtió en gerente de "The Denver Post", llegó incluso a ordenar que el nombre de Bonfils no se mencionara en el periódico, "salvo comentarios desagradables".
Bonfils vivía sola y rara vez se la veía en público. Era conocida por su "devota religiosidad". Con los ingresos de sus acciones de "The Denver Post", invirtió en acciones de empresas consolidadas e hizo crecer su fortuna. Compró propiedades adyacentes a los terrenos de 10 acres (4 ha) que había heredado para crear una finca de 750 acres (303,5 ha) a la que llamó "Belmar", combinando el nombre de su madre, Belle, con el suyo propio, Mary. Los terrenos de la finca incluían un lago artificial de 50 acres (20,2 ha), jardines y zonas de pastos para 50 gamos y rebaños de ovejas selectas de Suffolk y de Hampshire.

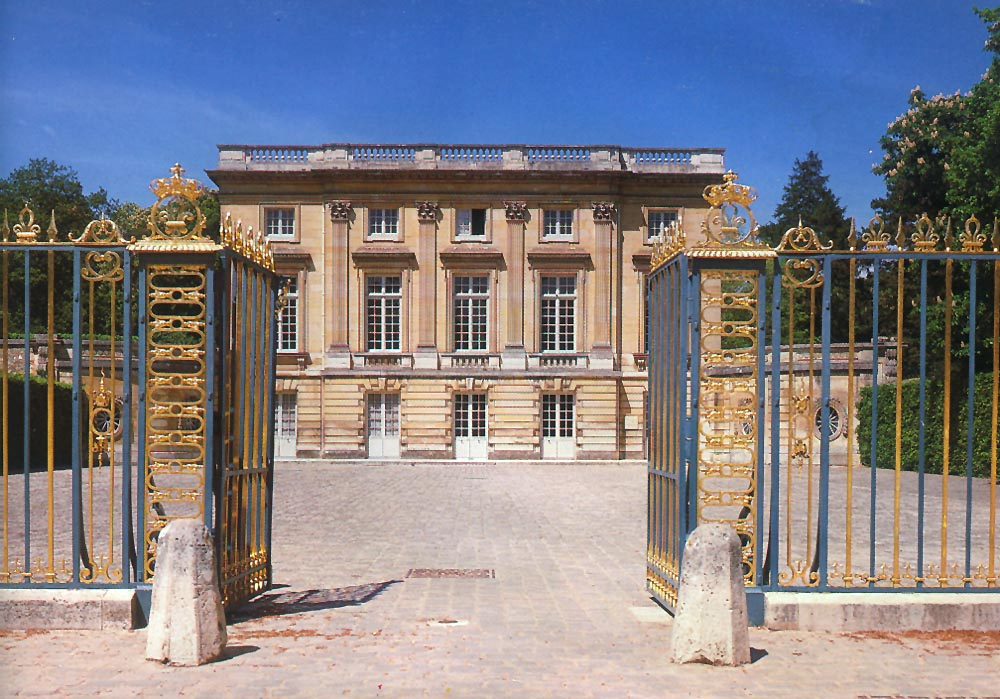
El Pequeño Trianón, mansión incluida en el Palacio de Versalles (Francia)

La pieza central de la finca era una imitación de la residencia de María Antonieta de Austria, el Pequeño Trianón del Palacio de Versalles. Construida en 1937 por más de un millón de dólares, la mansión recubierta de terracota blanca fue diseñada por el reconocido arquitecto de Colorado Jacques Benedict. Contaba con 20 habitaciones y contenía una capilla de mármol rosa, donde los sacerdotes de la Iglesia de Santa Isabel de Denver oficiaban misas privadas para Bonfils, así como una clínica dental completamente equipada. Bonfils compraba pinturas, esculturas, muebles antiguos y muñecas raras para decorar la mansión y los jardines en sus viajes anuales a Europa. También acumuló una valiosa colección de joyas, incluyendo el diamante Ojo del Ídolo de 70,21 quilates y el diamante Liberator de 39,8 quilates, ambos comprados a Harry Winston; la esmeralda Stotesbury de 34,4 quilates; un collar de diamantes y esmeraldas que pesa 153 quilates comprado al Maharajá de Indore; y un collar de diamantes, rubíes birmanos y platino valorado en 800.000 dólares en 2003. Todas las piedras fueron retiradas de sus engastes cuando sus joyas se vendieron en una subasta después de su muerte.
Casi al final de su vida, Bonfils y su segundo esposo, Charles Stanton, fundaron la Compañía de Desarrollo de Belmar y formularon planes para establecer el barrio residencial de Belmar y el distrito del centro de Lakewood, incluyendo el Centro Comercial Villa Italia, en parte de la propiedad. Tras la muerte de Bonfils, Stanton donó partes de la propiedad para la creación de la Biblioteca Bonfils-Stanton, el Museo de Belmar (posteriormente ampliado al complejo museístico Historical Belmar Village), el Parque de Belmar y el Centro Cívico de Lakewood.

## Segundo matrimonio
Bonfils conoció a Charles Edwin Stanton (1909-1987), un destacado diseñador de interiores, en el curso de su trabajo caritativo para  la Ópera Central de la Ciudad, y le pidió que supervisara la instalación de un ascensor en su mansión. Finalmente, Bonfils le pidió a Stanton que se casara con ella, supuestamente para ayudar a administrar su patrimonio y también para asegurarse de que Helen no heredara nada. Se casaron en Belmar el 28 de mayo de 1956, ante un juez de distrito; ella tenía 73 años y Stanton 46. Renovaron sus votos matrimoniales en Roma en 1961 y fueron bendecidos por el Papa Juan XXIII. La pareja vivió lujosamente, recibía a sus amigos en Belmar y viajó a menudo a Europa.

## Filantropía
A falta de herederos, Bonfils invirtió su fortuna en apoyar la cultura, las artes, la salud, la educación y causas humanitarias en Denver y el estado de Colorado. Donó la Clínica de Oftalmología del Hospital de la Universidad de Colorado, la biblioteca y el auditorio del Colegio Loretto Heights, el Ala Bonfils en el Museo de Naturaleza y Ciencia de Denver y la decoración interior de la Capilla Católica en el Academia de la Fuerza Aérea de los Estados Unidos en el Colorado Springs. Reconstruyó y financió la iglesia y el monasterio de Santa Isabel en el Auraria Campus de Denver, y donó el Orfanato Villa Nazareth en Roma.

## Últimos años
En junio de 1960, vendió la mayor parte de sus acciones del "Denver Post" al magnate de la prensa Samuel Irving Newhouse Jr. por un precio que, según se informa, superó los 3,5 millones de dólares, con la condición de que las acciones nunca fueran revendidas a su hermana Helen. Esta adquisición llevó a Newhouse a intentar adquirir el periódico, lo que resultó en una batalla legal de 12 años con Helen.
Bonfils Stanton falleció el 11 de marzo de 1962 a la edad de 78 años. Inicialmente fue enterrada en un panteón privado en los terrenos del Mausoleo de Fairmount, donde sepultaron a sus padres, pero sus restos fueron trasladados posteriormente al Cementerio de Mount Olivet según su testamento.

## Legado

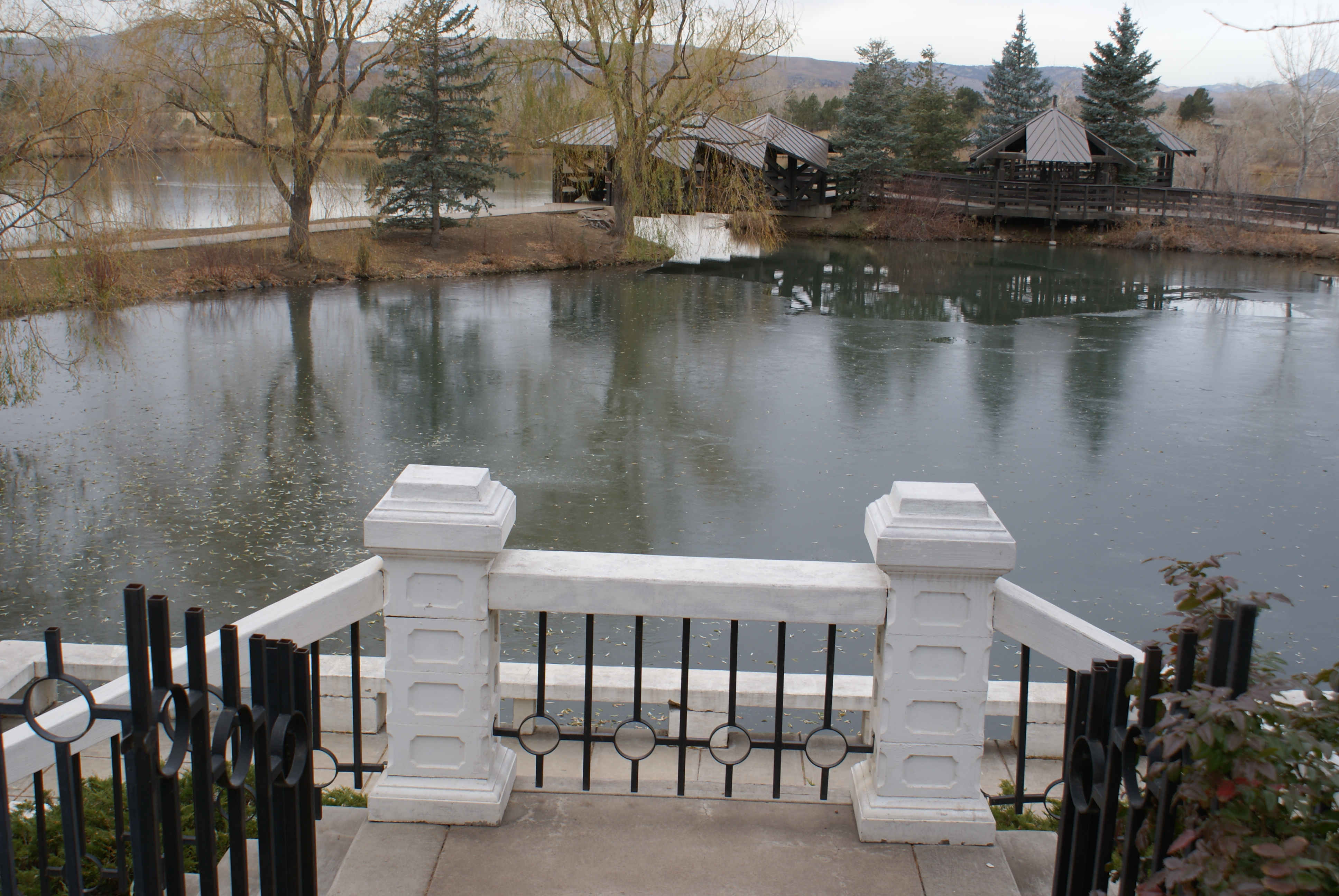
Vista del lago y el muelle para embarcaciones en Belmar Park en 2010

Bonfils Stanton legó aproximadamente la mitad de su patrimonio de 13 millones de dólares, incluyendo la mansión y su terreno de 10 acres (4 ha), a Stanton, con la condición de que se transfiriera a la Arquidiócesis de Denver si volvía a casarse. Stanton finalmente donó la mansión a la Iglesia, pero al no encontrarle un uso acorde con los términos del testamento de Bonfils Stanton, la mandó demoler en 1970. La puerta de entrada y el muelle de mármol aún se conservan. Bonfils Stanton puso la otra mitad de su patrimonio en fideicomiso para la Orden Religiosa Franciscana de la Iglesia Católica de Santa Isabel de Denver.
Tras la muerte de Bonfils, Stanton, junto con su hermano Robert Stanton y Albert Zarlengo, constituyeron la «Fundación Bonfils-Stanton». El patrimonio de Stanton se agregó a la fundación tras su muerte en 1987. Para 1997 la fundación tenía activos por valor de 44 millones de dólares, y para 2003, de 71,2 millones. La fundación ha dotado al Museo de Arte de Denver, a la Central City Opera, ala Sinfónica de Colorado, al Lakewood Arts Council, al Red Rocks Community College, al Hospicio de St. John, a la Fundación Cenikor, a los Boy Scouts, a las Girl Scouts, al Eleanor Roosevelt Institute for Cancer Research, a la Bonfils-Stanton Foundation Music Library en la Universidad de Denver, al May Bonfils-Stanton Rose Garden en el Jardín Botánico de Denver, y a numerosas organizaciones benéficas. En 2015, la Fundación Bonfils-Stanton reorientó su enfoque hacia las artes, otorgando 3 millones de dólares anuales a orquestas, compañías de danza, galerías de arte y organizaciones artísticas emergentes.
Bonfils Stanton fue incorporado póstumamente al Salón de la Fama de las Mujeres de Colorado en 1985.